# Синьогор'є
Синього́р'є (рос. Синегорье) — село у складі Нагорського району Кіровської області, Росія. Адміністративний центр Синьогорського сільського поселення.
Населення становить 1150 осіб (2010, 1384 у 2002).
Національний склад станом на 2002 рік — росіяни 95 %.